# Gamba
|  | Aquest article tracta sobre la gamba (crustaci). Vegeu-ne altres significats a «gamba (desambiguació)». |

Les gambes (o quan són petitetes gamb(a)irots, gambosins i gambarotes en rossellonès) són un tipus de crustacis, amb una forma característica: tenen el cos prim, allargat i comprimit lateralment. Pertanyen a diferents grups que presenten aquesta forma de "gamba", tot i que la relació taxonòmica de vegades és molt allunyada. S'anomenen gambes als crustacis:
- decàpodes dendrobranquiats de la superfamília dels peneoïdeus
- decàpodes pleociemats de l'infraordre dels carideus
- altres tipus de crustacis

## Decàpodes dendrobranquiats peneoideids
Es poden destacar, entre altres:

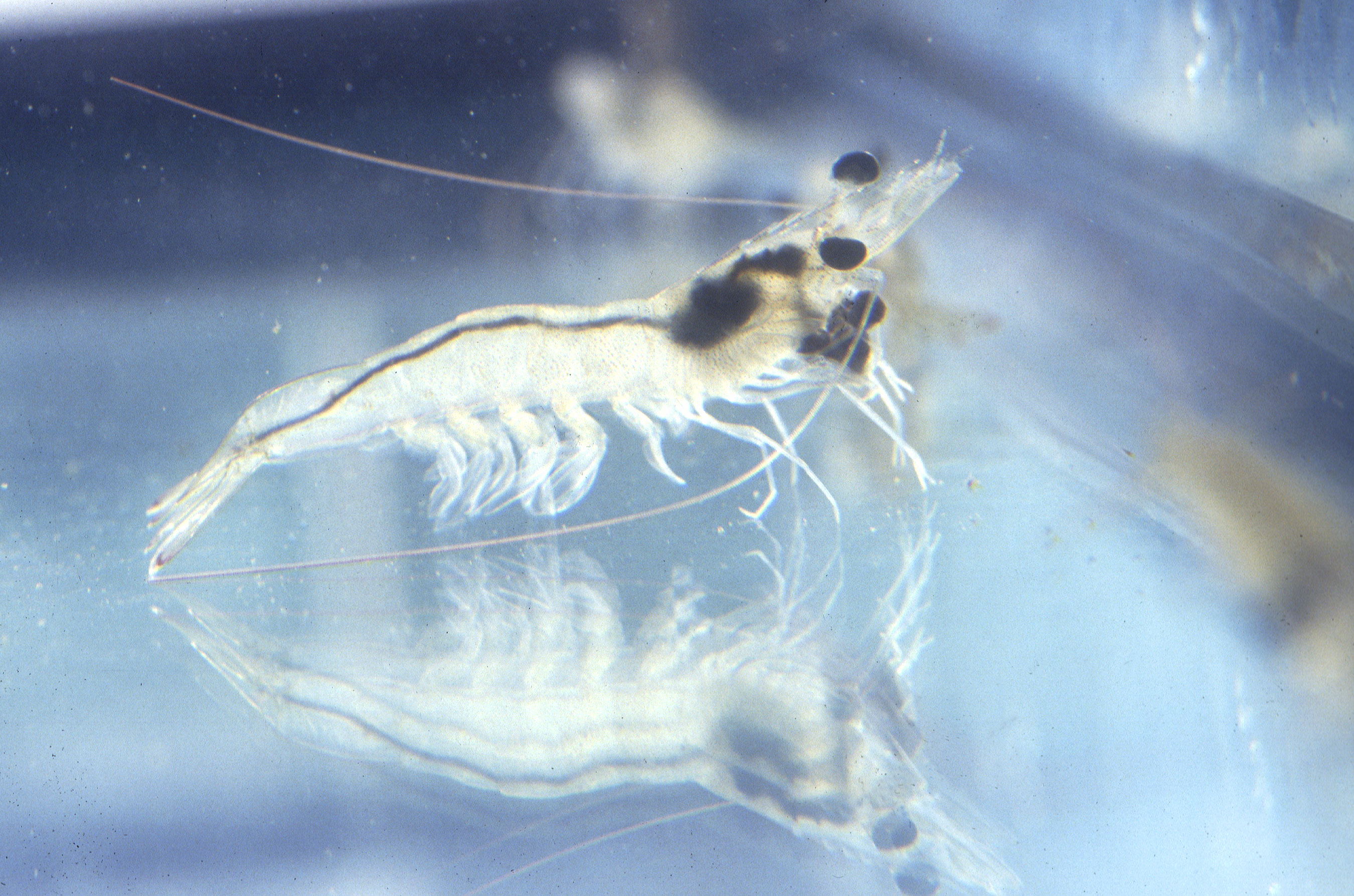
Penaeus vannamei

- La gamba rosada (Aristeus antennatus), que és la gamba més típica del Països Catalans, i el gambot (Plesiopenaeus edwardsianus), d'un vermell molt encès, ambdues de la família dels aristèids.
- La gamba blanca o gamba llagostinera (Parapenaeus longirostris), poc habitual a la zona nord-occidental de la Mediterrània i s'importa de les costes d'Àfrica, un penèid.
- Les gambes bordes (Solenocera membranacea o Plesionika heterocarpus), un solenocèrid.
- El llagostí, un penèid, té aquest tipus de forma.

## Decàpodes pleociemats carideus
També s'anomenen gambes a moltes espècies de carideus, un infraordre molt nombrós de decàpodes pleociemats. Alguns dels representants més coneguts són:
- Moltes de les anomenades "gambetes" són carideus de mida petita. Són comuns els de la família dels palemònids, com Palaemon serratus, Palaemon elegans o Palaemonetes varians, els de la família dels alfeids, com Alpheus glaber o els dels hipolítids, com Hippolyte longirostris o Lysmata seticaudata. En aquesta darrera família també hi ha la gamba verda (Hippolyte viridis).
- La gamba panxuda (Plesionika edwardsii), un pandàlid.
- La gamba gavatxa (Dugastella valentina), endèmica del País Valencià, que és un àtid.
- La gamba d'alguer (Crangon crangon i Crangon sp.), un crangònid.

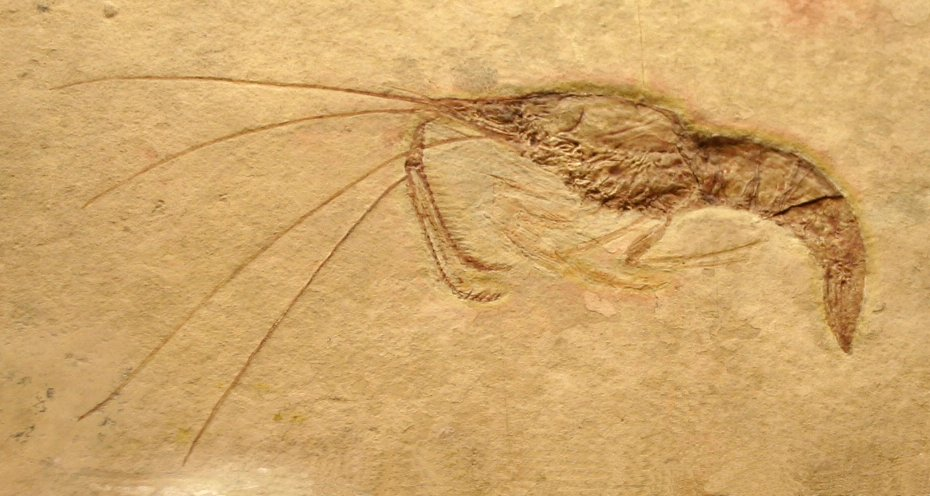
Fòssil de gamba

## Altres crustacis
- La gamba imperial, és com s'anomena de vegades la galiota o galera (Squilla mantis), un hoplocàride.
- Els eufasiacis o krill, són crustacis planctònics, molt petits, de menys de 70 mm, amb forma de gamba.

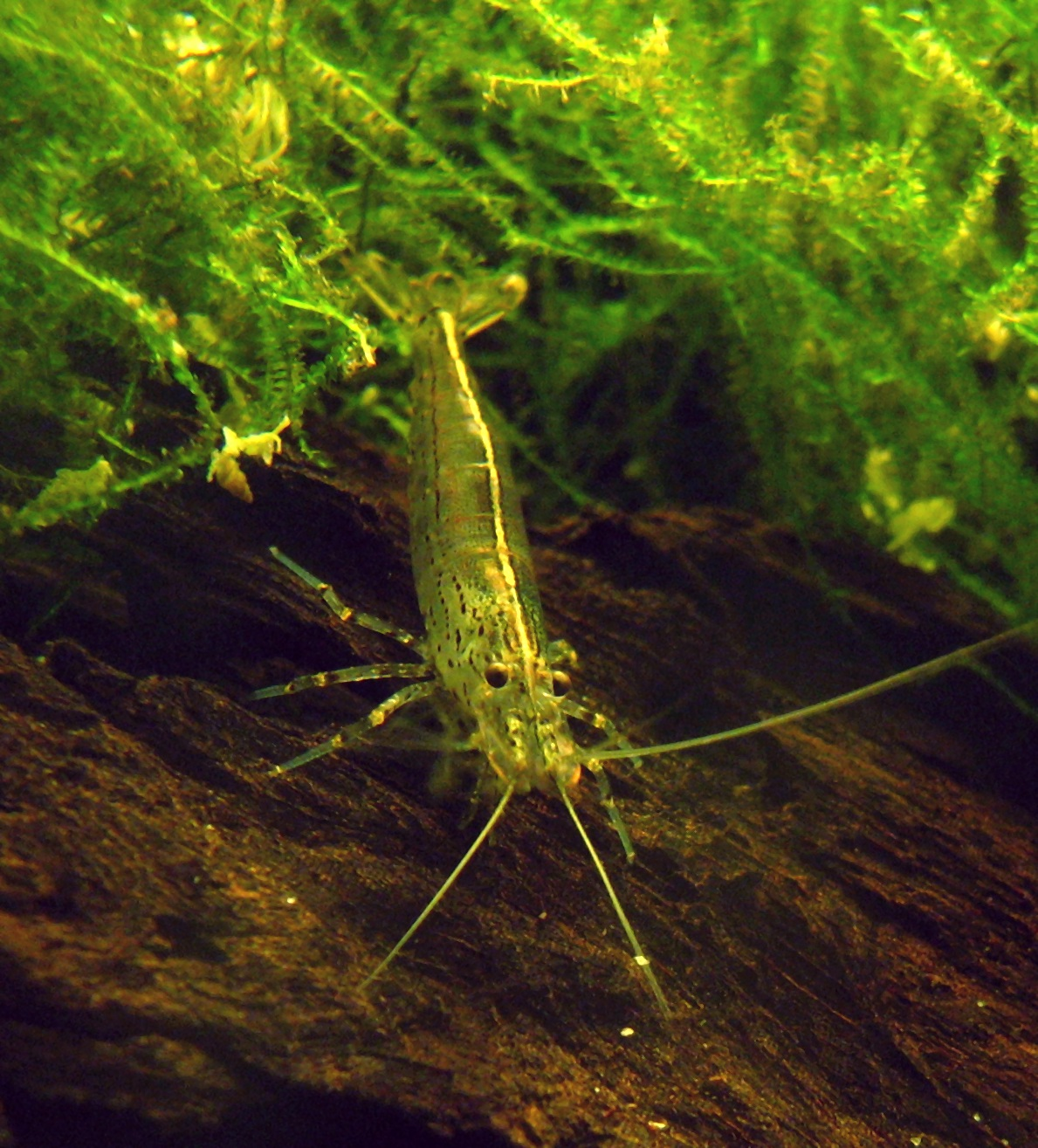
Caridina japonica, un àtid
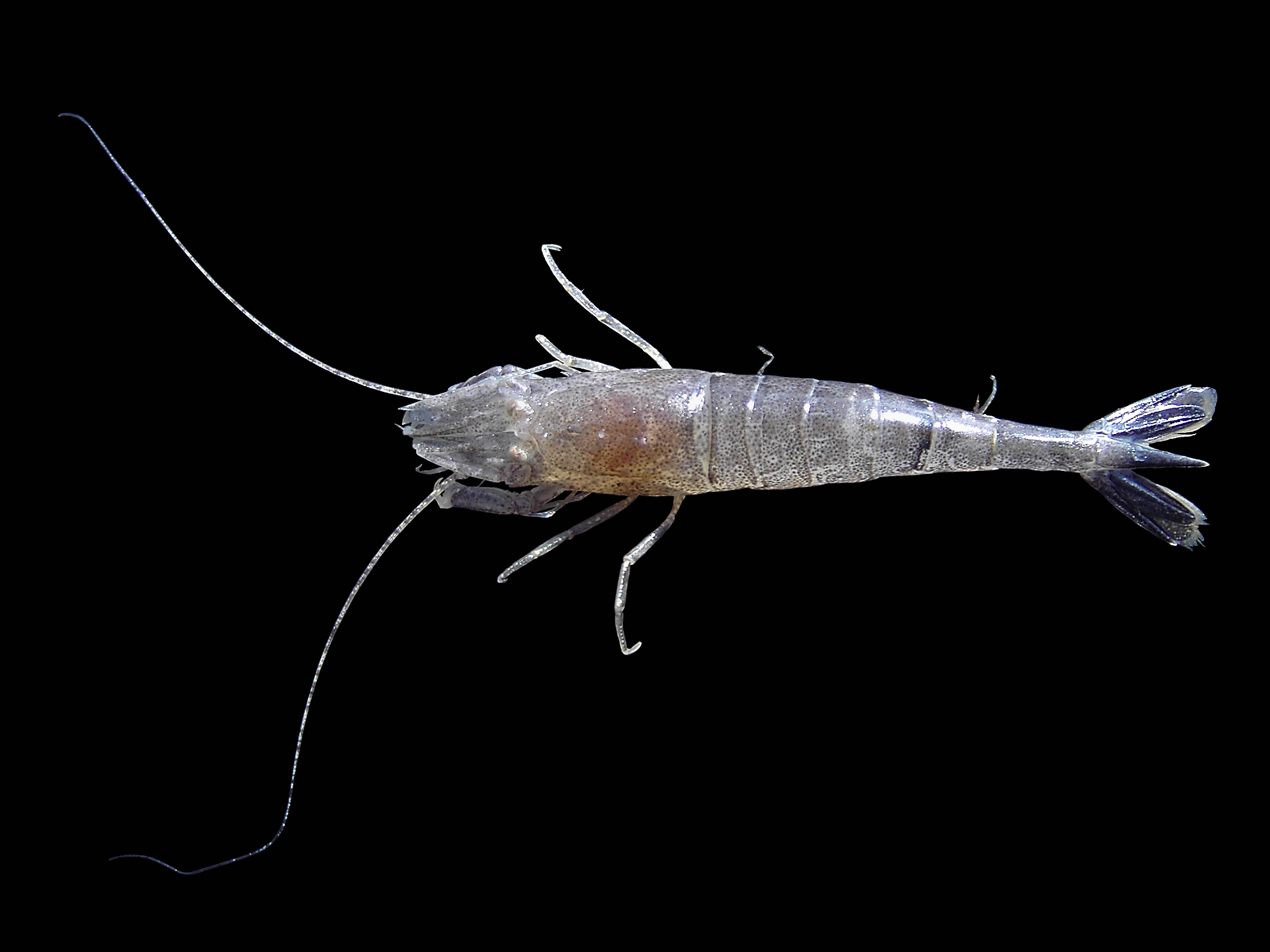
Gamba de l'alguer
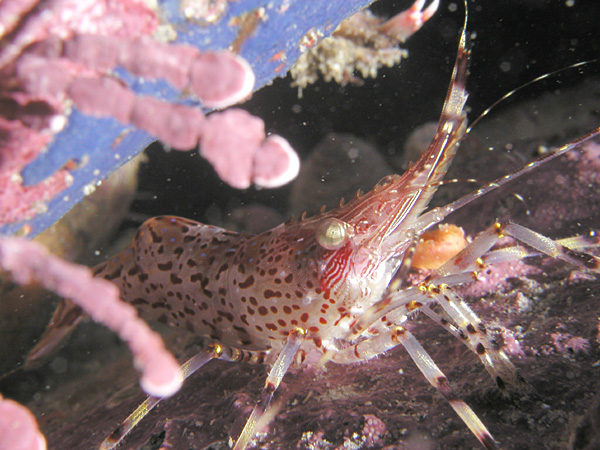
Un carideu

## Gastronomia

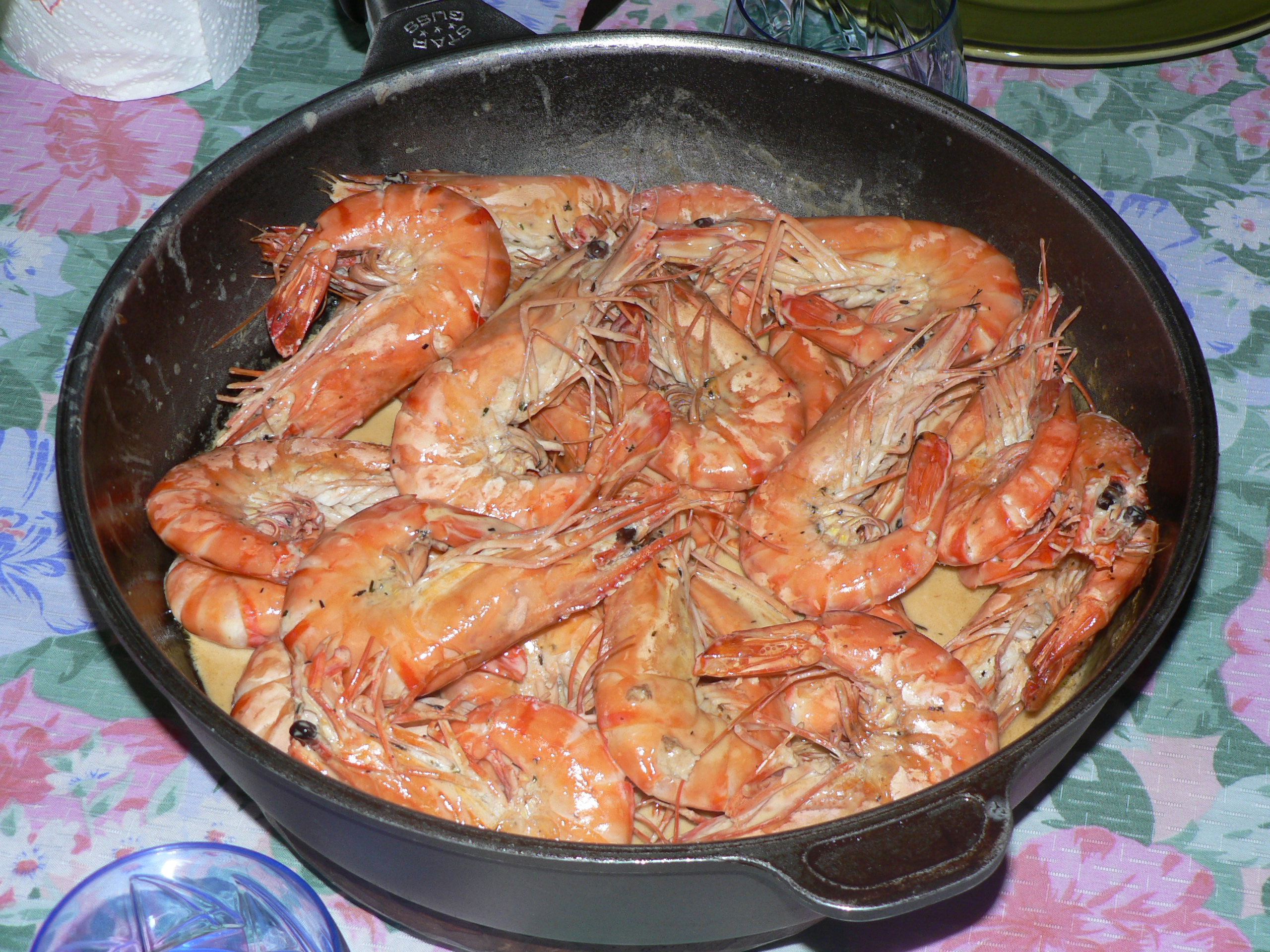
Plat de gambes

En general són molt apreciades gastronòmicament i tenen un gran interès comercial. A més el fet que algunes espècies formen grans concentracions d'individus en facilita el rendiment econòmic de la seva pesca. A la cuina dels Països Catalans la gamba sempre ha estat molt valorada i és part fonamental dels arrossos més distingits i els aperitius de diumenge.
A la costa de la Mediterrània hi ha tres ports especialment dedicats a la captura de la gamba rosada (Aristeus Antennatus): Palamós, Dénia i Borriana, i els preus solen assolir nivells molt alts durant tota la temporada de pesca d'aquest crustaci.
La gamba és un ingredient molt important de tota una sèrie de plats, com la paella, la sarsuela de peix i el suquet de peix.
Entre els plats típics cal destacar la truita de gambes, la gamba amb bleda, el còctel de gambes i les gambes amb allada.